# Kabat (Solec Kujawski)

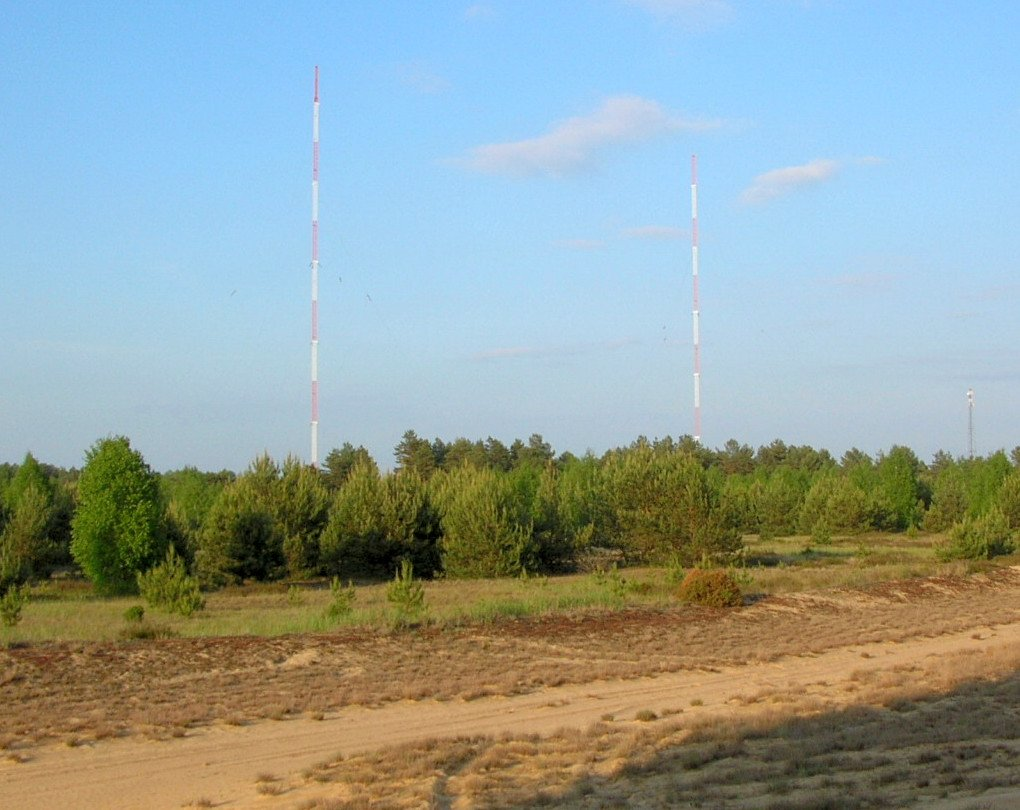
Były poligon Kabat, w tle maszty RCN Solec Kujawski

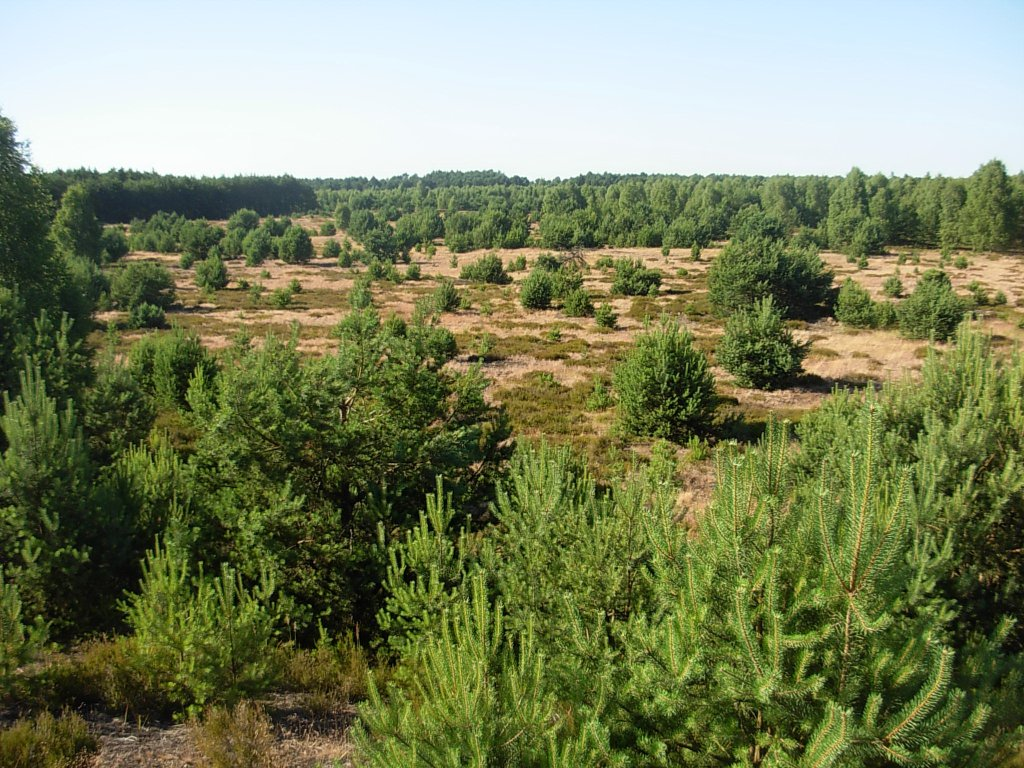
Poligon poddany naturalnej sukcesji leśnej

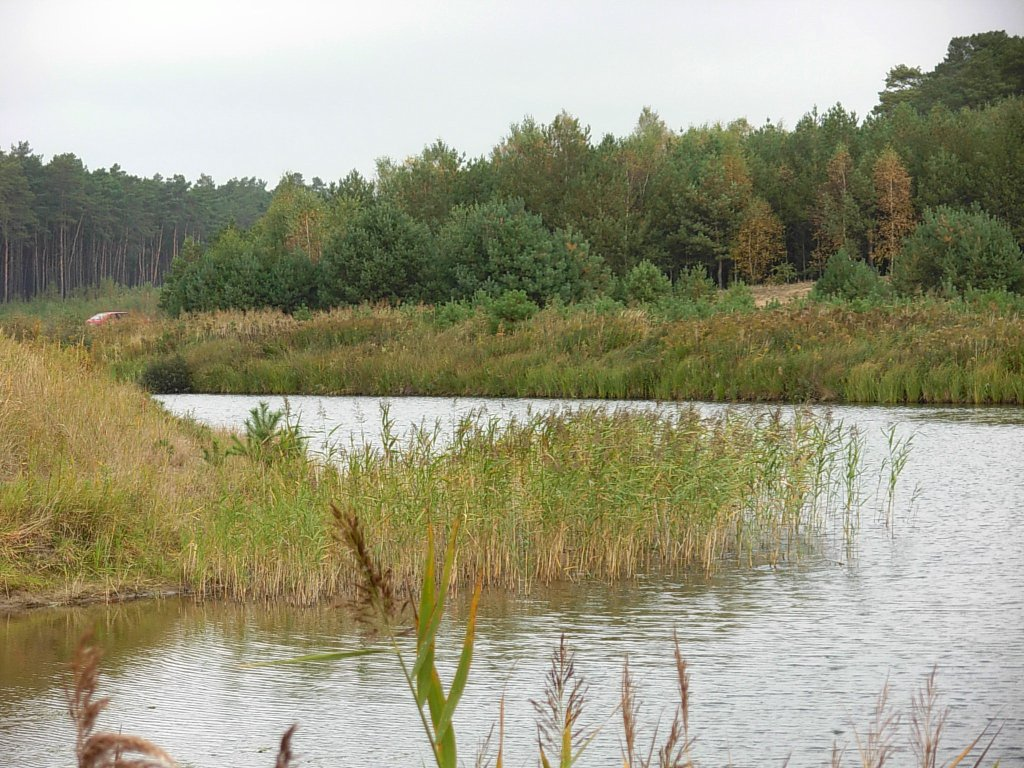
Staw przy Radiowym Centrum Nadawczym

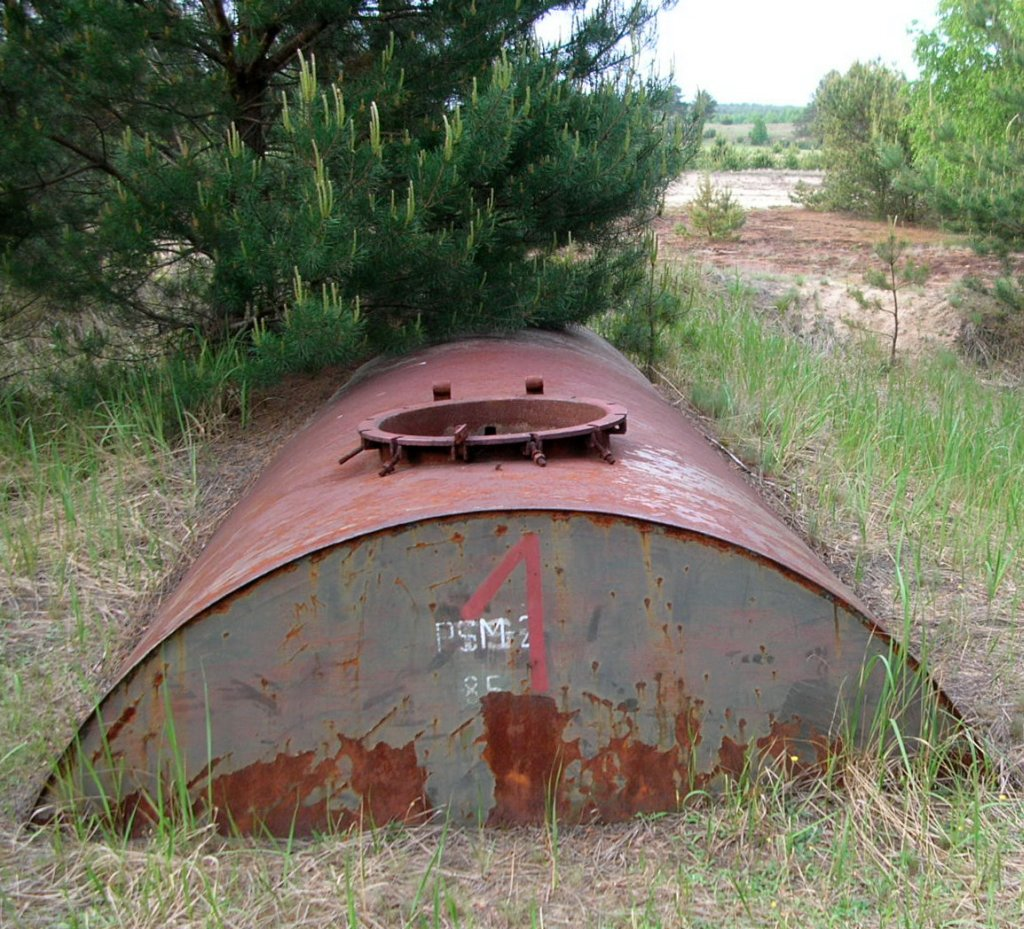
Pozostałości po poligonie

Kabat – część miasta Solec Kujawski w Polsce, położona w województwie kujawsko-pomorskim, w powiecie bydgoskim, w gminie Solec Kujawski.
Miejscowość jest częścią miasta pomimo tego że nie leży na terenie miasta a na terenie obszaru wiejskiego gminy Solec Kujawski na terenie obrębu ewidencyjnego wsi Przyłubie. Miejscowość utworzono by ułatwić procedury administracyjne budowy RCN Solec Kujawski. Nazwę miejscowości wzięto od istniejącej w tej okolicy wsi Kabat, po likwidacji której nazwy użyto do określenia obiektu fizjograficznego części lasu.
Kabat to także znajdujący się w pobliżu przysiółek wsi Przyłubie.

## Dawna wieś
Dawna wieś, położona była w centrum Puszczy Bydgoskiej, została zniszczona podczas II wojny światowej z powodu przeznaczenia terenu pod niemiecki poligon wojskowy. Pozostałością są pojedyncze domostwa rozlokowane w pobliżu DK nr 10.
Relikty wsi Kabat położone są w gminie Solec Kujawski, w Puszczy Bydgoskiej, około 8 km na południe od Solca Kujawskiego.
W skład miejscowości wchodzi rzadka, rozproszona zabudowa w głębi lasu i wzdłuż drogi krajowej nr 10. Zanikła po II wojnie światowej wieś rozlokowana była na polanie w Puszczy Bydgoskiej, gdzie znajdowały się niewielkie obniżenia wypełnione glebą organiczną. Od zachodu sąsiadowała z dużym kompleksem wydm śródlądowych, wśród których znajdowała się najwyższa kulminacja Puszczy – Góra Szwedzka (116 m n.p.m.). Mieszkańców wysiedlono w 1941 r. na rozkaz niemieckich władz okupacyjnych, a obszar przygotowano do funkcji militarnych.
Obecnie po wsi zostały tylko ślady cmentarza oraz park z gruszami. W latach 1941–1994  teren ten był niedostępnym dla ludności poligonem wojskowym. Na polanie będącej od 1994 r. własnością Lasów Państwowych 4 września 1999 r. uruchomiono Radiowe Centrum Nadawcze 1 Programu Polskiego Radia. Nad brzegiem naturalnego zbiornika wodnego wznoszą się dwa maszty: 289 i 330 m, którymi na cały kraj i zagranicę emitowany jest Program I Polskiego Radia. Jest to stacja nadawcza fal długich o częstotliwości 225 kHz. W pobliżu można odpocząć na urządzonym parkingu. Znaczna część polany to rozległe wrzosowiska i zagajniki z wieloma  gatunkami roślin porastającymi wydmy. Teren został poddany przez Nadleśnictwo odnowieniu naturalnemu. W pobliżu znajduje się płytki, ale rozległy dół, który według miejscowej tradycji, jest śladem po eksplozji pocisku rakietowego. Reliktem niemieckiego poligonu rakietowego jest betonowa wieża obserwacyjna z lukami obserwacyjnymi chroniącymi przed odłamkami. Na poligonie znajdują się niewypały oraz m.in. betonowe ćwiczebne bomby lotnicze, które zrzucane były z samolotów na wyznaczone cele.
Na wschodnim krańcu polany  szlak „im. Tadeusza Dolczewskiego” styka się z  szlakiem „im. Mariana Przybylskiego”: Przyłubie – Chrośna (20 km).

### Historia
Geneza wsi Kabat wiąże się z osadnictwem olęderskim na obszarze Puszczy Bydgoskiej, popieranym w XVII i XVIII wieku przez starostów bydgoskich i soleckich. Wieś powstała w latach 40. XVIII wieku i należała do uposażenia niegrodowego starostwa soleckiego. Osadnicy podobnie, jak w sąsiednich miejscowościach: Trzciance, Rudach, Chrośnie, czy Wypaleniskach przystąpili do karczowania lasów oraz osuszania bagien. Kolonie osadnicze w Puszczy powstawały z reguły przy niewielkich mokradłach, czy podmokłych łąkach, które mogły stanowić bazę dla hodowli zwierząt np. owiec. Wieś oznaczono na mapie Schröttera z końca XVIII wieku. Domostwa rozlokowane były zarówno na polanie w pobliżu Góry Szwedzkiej, jak również bliżej Solca i Przyłubia, gdzie mieściła się osada Jezierce. Kabat leżał przy leśnych traktach wiodących z Bydgoszczy do Gniewkowa oraz z Solca do Osieka Wielkiego i Rojewa.
Przed 1800 r. w leśnej osadzie Trzcianka (niem. Seebruch), należącej administracyjnie do Kabatu, założono wypalarnię wapna. Jako surowiec używano drewna, później z gorszym skutkiem usiłowano stosować torf. Wapno było poszukiwanym produktem potrzebnym przy wznoszeniu budowli hydrotechnicznych Kanału Bydgoskiego i innych budynków na terenie Bydgoszczy i powiatu.
W XIX wieku wieś rozrosła się wskutek napływu kolonistów niemieckich. Spis miejscowości rejencji bydgoskiej z 1833 r. podaje, że we wsi Kabat (niem. Kabott) mieszkało 137 osób (wszyscy ewangelicy) w 21 domach. Miejscowość należała do parafii katolickiej w Solcu i ewangelickiej w Bydgoszczy. Według opisu Jana Nepomucena Bobrowicza z 1846 r. wieś Kabat należała do rządowej domeny bydgoskiej. Kolejny spis z 1860 r. podaje, że we wsi mieszkało 214 osób (wszyscy ewangelicy) w 28 domach. Na miejscu znajdowała się szkoła ludowa. Administracyjnie do Kabatu należała także osada Jezierce (niem. Schulitzer Jeziorce), gdzie mieszkało 6 ewangelików w 1 domostwie oraz Trzcianka (niem. Seebruch Kalkbrennerei – leśniczówka i wypalania wapna), gdzie mieszkało 39 ewangelików w 5 domach. Miejscowość należała do parafii katolickiej i ewangelickiej w Solcu.
Dla roku 1884 Słownik geograficzny Królestwa Polskiego podaje, że Kabat (niem. Kabott) był gminą wiejską w powiecie bydgoskim. Obejmowała ona wsie Kabat i Kabat Mały, leśną osadę Trzcianka (niem. Seebruch) oraz leśnictwo Jezierce. Łącznie w okręgu mieszkało 346 osób w 45 domach, w tym 3 katolików.
Przed II wojną światową we wsi mieszkało 217 ewangelików oraz jeden katolik. W 1940 r. w związku z budową pod Łęgnowem wielkiej fabryki materiałów wybuchowych DAG Fabrik Bromberg władze niemieckie zdecydowały o utworzeniu w Puszczy Bydgoskiej poligonu doświadczalnego na polanie zajmowanej przez wieś.
Mieszkańców wysiedlono w 1941 r., a obszar przygotowano do funkcji militarnych, wznosząc m.in. żelbetową wieżę obserwacyjną. W pracach przygotowawczych uczestniczyli m.in. członkowie Reichsarbeitsdienst. Do końca wojny nie zdołano jednak wznieść drugiej wieży obserwacyjnej. Poligon służył do prób z wielolufowymi wyrzutniami Nebelwerfer. Był on powiązany funkcjonalnie z położoną w odległości kilku kilometrów DAG Fabrik Bromberg, ponieważ w zakładach tych zajmowano się elaborowaniem niekierowanych pocisków rakietowych do tego sześciolufowego moździerza.
Po 1945 r. teren przejęło Wojsko Polskie i urządziło tu poligon lotniczy. Teren otoczono szerokim pasem przeciwpożarowym. W lesie stała wieża kontroli lotów, a na ziemi były wyorane sylwetki samolotów służące jako cel do nalotów lotniczych. W 1994 r. poligon wyłączono z eksploatacji i przekazano Lasom Państwowym. Nadleśnictwo Solec Kujawski postanowiło nie prowadzić na tym terenie intensywnych upraw leśnych, lecz poddać las odnowieniu naturalnemu w ciągu około 50 lat. W 1999 r. na wydzielonym fragmencie terenu w centrum byłego poligonu założono Radiowe Centrum Nadawcze Polskiego Radia. Obok przy stawie urządzono miejsce rekreacji. Obecnie nie istnieje poligon, jednakże zachowały się śmigłowce bojowe (wycofane z powodu uszkodzeń) oraz betonowa wieża obserwacyjna.